# Kenny Hayes
Kenny Hayes (nacido el 16 de abril de 1987 en Dayton, Ohio) es un jugador de baloncesto estadounidense. Con 1.88 metros de estatura, juega en la posición de base. Actualmente juega en las filas del Pallacanestro Forlì 2.015 de la Serie A2.

## Trayectoria deportiva
El jugador formado en la Universidad de Miami, tras su periplo universitario probó suerte en la D-League en los Red Claws antes de jugar en Israel (Hapoel Gilboa Galil y Maccabi Ashdod) e Italia (Vanoli Cremona).
Hayes disputó 20 partidos en la Liga VTB con el B.C. Astana, donde promedió 17,1 puntos. En la competición de clubes de la FIBA su media subió a 19,3 tantos en seis encuentros.
En 2016, llegó en marzo a Málaga procedente del B.C. Astana kazajo, donde disputó nueve partidos con Unicaja en la Liga Endesa, promediando 9,2 puntos, 1,8 asistencias y 5,4 de valoración.
En julio de 2016, firma Buyukçekmece turco para jugar la temporada 2016-17.
En la temporada 2017-18 juega en las filas del CSP Limoges de la PRO A francesa.
Desde 2018 a 2020 regresaría a las filas del Büyükçekmece Basketbol para disputar la Türkiye Basketbol Ligi.
En enero de 2021, firma por el Gaziantep Basketbol de la Türkiye Basketbol Ligi.
En mayo de 2021, tras jugar 14 partidos con el conjunto turco, regresa a Francia para firmar un contrato temporal por el Le Mans Sarthe Basket de la PRO A francesa.
El 10 de agosto de 2021, firma por el Pallacanestro Forlì 2.015 de la Serie A2.